# Animals (альбом Pink Floyd)
Animals (з англ. Тварини)  — десятий альбом британського прогресивного рок-гурту Pink Floyd, який вийшов 21 січня 1977 року студією Harvest Records, потім 2 лютого 1977 року на Columbia Records в США. Animals — перший альбом, який було записано на власній студії Pink Floyd, Британіа роу (Britannia Row Studios) (Лондон). Досяг другого місця в хіт-параді Великої Британії й третього — в США. Його неодноразово було перевидано на CD в Європі й США. 16 квітня 1977 року альбом став платиновим в США (продано 1 000 000 примірників). Нідерланди — єдина країна, де Animals посів перше місце в хіт-параді 5 березня 1977 року. Загалом альбом протримався в топ 40 у США 9 тижнів та 27 тижнів у топ 200.

## Підґрунтя
В 1975 році закінчився договір між Pink Floyd і EMI, згідно з яким EMI надавала гурту необмежену кількість часу в своїх студіях, через що для Pink Floyd був знижений відсоток доходу з продажів їх платівок. Тоді гурт купив триповерховий особняк у лондонському районі Айслінгтон за адресою 35 Britannia Row і почав перетворювати його в студію. Реконструкція зайняла майже весь 1975-й рік і початок 1976-го, так що в квітні 1976-го гурт почав працювати над своїм новим альбомом Animals вже у власній студії Britannia Row Studios.

## Концепція
Ідея альбому ґрунтується на антиутопічній повісті Джорджа Орвелла «Колгосп тварин» (англ. Animal Farm), де різні касти суспільства представлені у вигляді різних тварин. Свині — жорстокі та бездушні представники правлячих класів, самовдоволені лицеміри. Собаки — тупі, жадібні до грошей найманці, які охороняють владу і закони свиней. Вівці — німе стадо, бездумно лояльне до існуючого ладу і жорстоко експлуатоване собаками та свинями.
Якщо повість Орвелла — притча, алегорія на революцію 1917 року і подальший лад в Радянському Союзі, була націлена проти комунізму, то Вотерс обернув її в критику найгірших сторін капіталізму. Ідеалами як Орвелла, так і Вотерса є ідеї демократичного соціалізму, але на відміну від повісті, в альбомі пригноблені маси — вівці — повстають і перемагають своїх тиранів.
Крім критичного аналізу суспільства, альбом був також частково відповіддю на рух панк-року, який виріс у популярності як нігілістична заява проти переважаючих соціальних і політичних умов, і також реакція на загальне самовдоволення та ностальгію, яка, здавалося, оточила рок-музику. Pink Floyd були очевидною метою для музикантів панку, особливо Джоні Роттен, який носив футболку Pink Floyd, на якій слова «Я ненавиджу» написані чорнилом. Барабанщик Нік Мейсон пізніше заявив, що вітав «Повстання панк-року» і розглянув його, як бажане повернення в сцену андерграунду, на якій виросли Pink Floyd. 1977 року він спродюсував другий альбом гурту The Damned — Music for Pleasure на Britannia Row.
Альбом починається з пісні «Pigs on the Wing» (Свині з крилами. Частина Перша), яка відображає позицію овець-баранів. Вони наївно вірять, що свині і собаки піклуються про їх благо. У наступній композиції «Dogs» зображені безпринципні матеріалісти-кар'єристи, готові за всяку ціну пробитися нагору, до ситих свиней на вищих щаблях суспільства.
«Тобі повинні вірити ті, кому ти брешеш / А коли вони повернуться до тебе спиною, / у тебе є шанс встромити в них ніж»
 Такий зображена конкурентна та інша боротьба за виживання в капіталістичному суспільстві. Але до старості ці люди «пожинають урожай, який посіяли», залишаючись самотніми, хворими, нікому не потрібними.
Композиція «Pigs» спрямована проти деяких політиків і громадських діячів Британії того часу, яких Вотерс звинувачував в лицемірстві. Тут знову дісталося бідної старенької Мері Вайтхаус, про яку ще в 1973 році написали музичний пасквіль Deep Purple (пісня Mary Long). У композиції Вотерс, голосом, яки було пропущено через Vocoder, пародіює 23-й Псалом, в якому Господь представлений пастирем своїх овець. Однак овець в альбомі Пінк Флойд пасе не пастир добрий, але злі, лицемірні свині за допомогою виконавчих і жадібних собак. Кульмінацією альбому стає повстання овець-баранів, які раптом прозрівають обман і знищують своїх поневолювачів.
Друга частина пісні «Pigs on the Wing», завершує альбом, зациклюючи його. Її спокійне акустичне звучання, за контрастом з трьома основними неспокійними піснями альбому, і мирний текст покликані подати надію. Написати цю гармонійну пісню Вотерса надихнув любовний роман, що зав'язався у нього в той час з Керолайн Енн Крісті, дружиною менеджера гурту Grateful Dead.

## Запис
Pink Floyd мали деякий досвід роботи зі звукорежисером Браяном Гамфрізом, тому його запросили для роботи над альбомом. Запис проходив в Britannia Row Studios з квітня по грудень 1976 і закінчився на самому початку 1977-го року. Дві пісні — «Raving and Drooling» і «Gotta Be Crazy» — були написані набагато раніше і призначалися ще для попереднього альбому Wish You Were Here. Їх переробили для нової концепції в композиції «Sheep» і «Dogs». З усіх пісень Animals, тільки «Dogs» написана не одним Вотерсом, а в співавторстві з Девідом Гілмором. Усі пісні співав також Вотерс, тільки в «Dogs» Гілмор заспівав першу частину пісні.
–Річард Райт
Такий сплеск піснетворчості Вотерса не викликав схвалення у решти членів гурту, оскільки авторські гонорари з альбомів виплачуються суто по авторству, вказаному в піснях. Гілмор, попри те, що його внесок займає майже всю першу сторону платівки, отримував гонорар лише з однієї пісні альбому, та й то поділений з Вотерсом, а інші — й зовсім нічого. «90 % пісні „Dogs“ мої. А оскільки ця пісня займає майже всю першу сторону, то це половина Animals», — говорив Гілмор. Animals виявився першим альбомом Pink Floyd, у якому не вказано авторство клавішника Райта, хоча його внесок плідний і досить очевидний в аранжуваннях альбому, включаючи сольні партії в «Dogs» і «Sheep».
В альбомі, особливо в його концертному просуванні, брав участь окрім самого гурту, ще один гітарист — Сноуї Вайт. Почалося з того, що Вотерс і Мейсон випадково стерли в студії гітарне соло Гілмора в «Pigs on the Wing», тоді і запросили лондонського сесійного гітариста Вайта записати соло по-новому. Однак зі стандартного вінілового випуску альбому його соло вирізали. Воно залишилося тільки на рідкісній версії Animals, що продавали на 8-трековому картриджі.

## Обкладинка

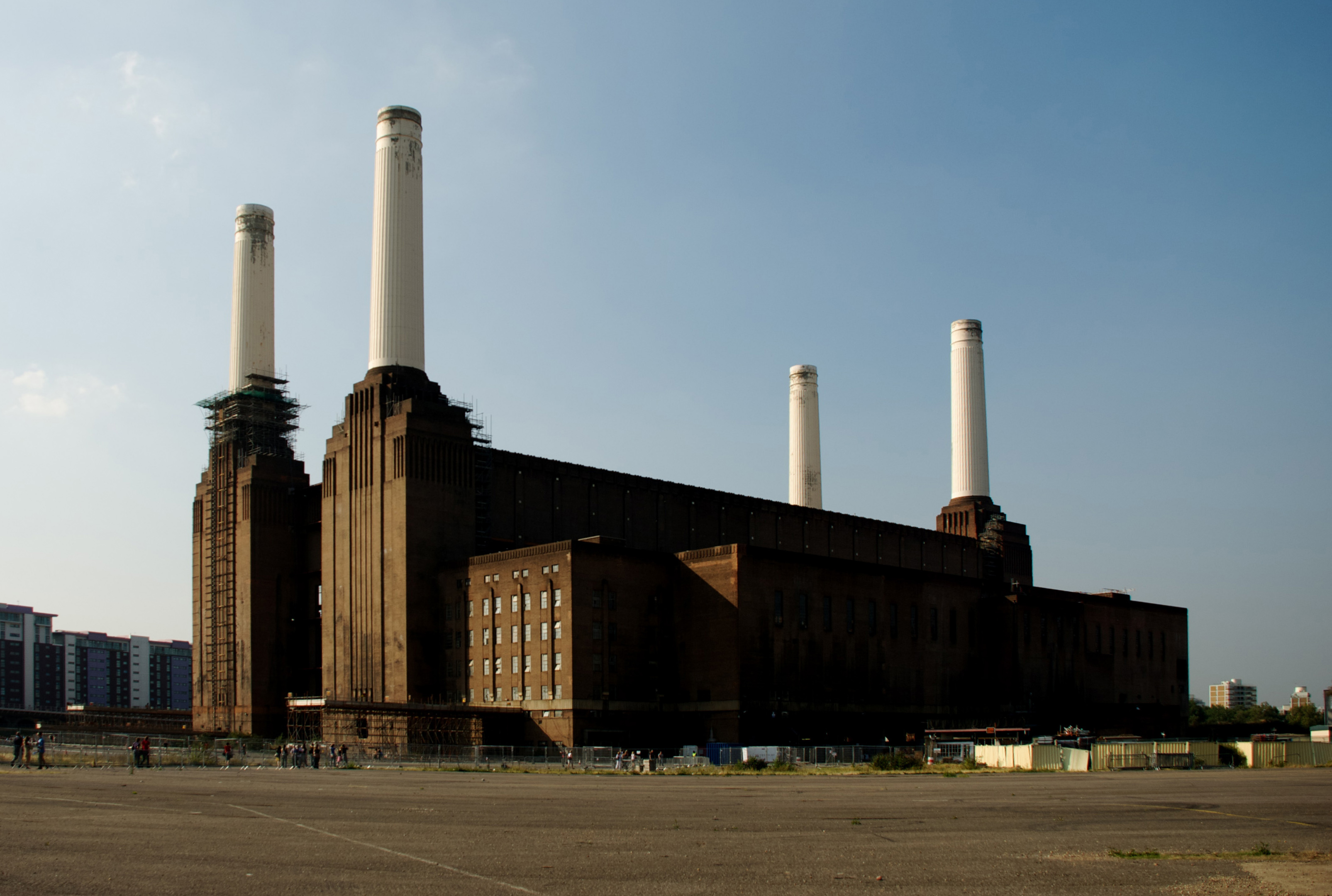
Електростанція Баттерсі, що зображена на обкладинці Animals

Як тільки альбом був готовий, почалася робота над його обкладинкою. Дизайн-студія Hipgnosis Сторма Торґерсона, що розробила інші обкладинки Pink Floyd, починаючи з їхніх ранніх альбомів, і стала вже знаменитою на той час, запропонувала на вибір три варіанти. В одному з варіантів, син заходить в спальню батьків, виявивши їх за заняттям сексом — «злягаються, як тварини!». Але остаточний дизайн, придумали не Hipgnosis, а Роджер Вотерс. Він жив у той час у південному районі Лондона Клапхем Коммон, і по дорозі додому в нього незмінно відкривався вид на теплову електростанцію Баттерсі.
Німецькій компанії Ballon Fabrik, яка раніше спеціалізувалася на випуску дирижаблів (цепелінів) і австралійському художнику Джеффрі Шоу було доручено виготовити 30-футову (9,1 м) повітряну кулю у формі свині. Отриману в результаті свиню (їй дали прізвисько «Алгі») накачали гелієм і підійняли на вихідну позицію 2 грудня 1976 року.
На всяк випадок був найнятий влучний стрілець, у чий обов'язок входило вистрілити в кулю, якщо вона раптом злетить. Однак суворі погодні умови не дозволили зайнятися фотографуванням в перший день. А на другий день менеджер гурту Стів О'Рурк забув забронювати стрільця. Свиня розірвала усі стримувальні її пута, піднялася в небо і незабаром зникла з очей. Це була сенсація для всіх ЗМІ, політ збіглої «Алгі» намагалися відстежувати всією Англією. Нарешті, вона приземлилася в графстві Кент, і була знайдена місцевим фермером. Куля була відновлена, запущена знову на вихідну позицію, і на третій день фотознімання продовжили. І все одно, в підсумку, на обкладинку пішла змонтована свиня, оскільки електростанція найкраще виглядала на більш ранніх знімках, зроблених задовго до народження надувної «Алгі».
Малюнки на ярликах платівок продовжують тему альбому. На першій стороні зображена собака, знята об'єктивом «риб'яче око» на тлі сільського пейзажу. На другій стороні — свиня і вівця, зняті тією ж технікою, на тому ж фоні. Чорно-білі фотографії на внутрішньому розвороті конверта зображують повну занедбаність в районі електростанції, від експлуатації якої на той час вже відмовилися. Всі написи на альбомі — на всіх конвертах і на ярликах пластинок зроблені на основі почерку Ніка Мейсона.

## Реліз і відгуки
Animals вийшов у продаж 23 січня 1977 в Англії. За два дні до релізу на електростанції гурт провів прес-конференцію. Журнал NME назвав альбом «однією з найекстремальніших, безжально прямолінійних іконоборчих брил музики, які тільки можливо почути на цій стороні сонця…». Карл Даллас з Melody Maker писав: «…незатишний смак реальності в середовищі, яка звично заколисувала нас всі попередні роки…». Критик Rolling Stone Френк Роуз був просто в розпачі: «Pink Floyd 1977-го року став гірше і похмуріше…».

## Тур

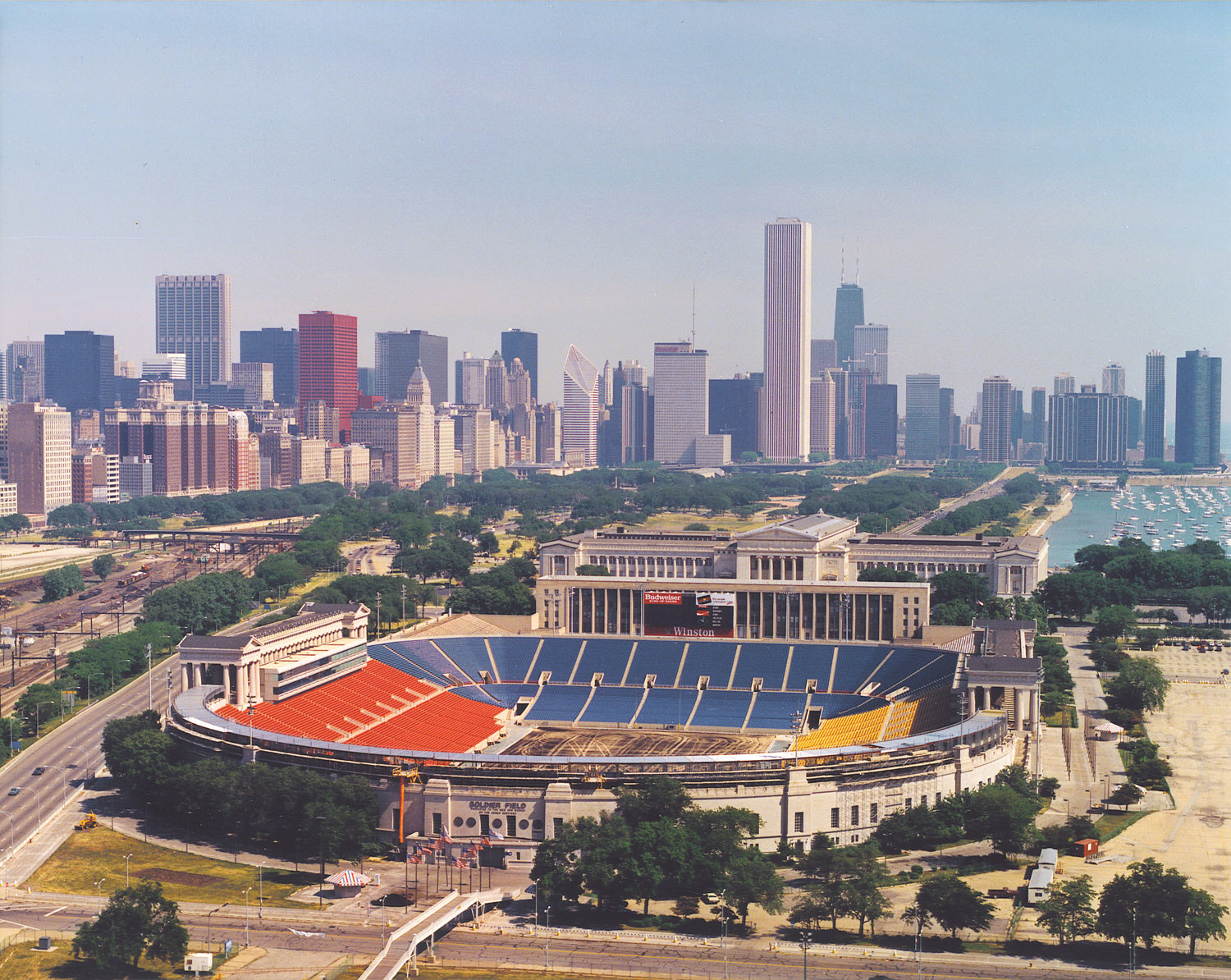
Гурт грав на стадіоні Soldier Field в Чикаго під час їх туру в 1977 році.

Альбом Animals послужив основним матеріалом для турне гурту під назвою In the Flesh, яке почалося в день виходу альбому в місті Дортмунд, Німеччина. Турне продовжувалося весь лютий по континентальній Європі, в березні — у Великій Британії, потім решту весни і майже все літо — в США. На концертах публіку розважала надувна Алгі, що пролітала над нею. Коли свиня зносилася, її замінили на дешевшу, але як виявилося, вибухонебезпечну модель. Одного разу німецький імпресаріо Pink Floyd Марсель Аврам демонстрував гурту у Мюнхені цю нову свинку, але її накачали не мало горючим  газом пропаном, а киснево-ацетиленовою сумішшю, що спричинило потужний і небезпечний вибух прямо в готельному номері, який славився своїми численними дзеркалами.
В гурті відбувався внутрішній конфлікт. Вотерс здобув звичку приїжджати на місце кожного концерту на самоті та, відігравши, негайно виїжджати, не чекаючи решти. Одного разу, Райт, посеред гастролей, відлетів до Англії, погрожуючи покинути гурт. Гілмор відчув, що гурт досяг нарешті того успіху, який прагнув, і їм більше нічого було бажати.
Місцеві імпресаріо в США намагалися здорово нагріти Pink Floyd у фінансовому сенсі. Одного разу організатори концерту в Чикаго заявили, що продали 67 000 квитків на стадіон Soldier Field, але Вотерс і їхній менеджер О'Рурк засумнівалися в чесності партнерів, найняли вертоліт, фотографа та адвоката, злетіли в повітря і нарахували, насправді, 95 000 присутніх глядачів, що означало спробу приховати від гурту 640 000 доларів доходу.
На останньому концерті туру, що проходив у липні 1977 року на Монреальському стадіоні Olympic, група галасливих і «відв'язаних» фанатів особливо дістала Вотерса. Коли один з них з нестямними криками поліз на сітку, що відгороджує музикантів від публіки, Вотерс не витримав і злобно плюнув хлопцю в обличчя. Втім, він був не єдиним, кого втомили виступи перед такою великою аудиторією: Гілмор навідріз відмовився в той вечір виходити на біс. Прийшовши в готель після цього концерту, Вотерс був пригнічений своїм вчинком. Він розповів продюсеру Бобу Езріну про своє відчуження, що виникло під час цього турне, і як він іноді вибудовував незриму стіну між собою і публікою. Ця ідея послужила поштовхом до нової концепції, яка створила наступний альбом Pink Floyd The Wall.

## Список композицій
Автор слів Роджер Вотерс. 
| Перша сторона | Перша сторона               | Перша сторона  | Перша сторона  | Перша сторона |
| #             | Назва                       | Автор музики   | Вокал          | Тривалість    |
| ------------- | --------------------------- | -------------- | -------------- | ------------- |
| 1.            | «Pigs on the Wing (Part I)» | Вотерс         | Вотерс         | 1:25          |
| 2.            | «Dogs»                      | Гілмор, Вотерс | Гілмор, Вотерс | 17:03         |
| 18:28         |                             |                |                |               |

| Друга сторона | Друга сторона                 | Друга сторона | Друга сторона | Друга сторона |
| #             | Назва                         | Автор музики  | Вокал         | Тривалість    |
| ------------- | ----------------------------- | ------------- | ------------- | ------------- |
| 1.            | «Pigs (Three Different Ones)» | Вотерс        | Вотерс        | 11:25         |
| 2.            | «Sheep»                       | Вотерс        | Вотерс        | 10:25         |
| 3.            | «Pigs on the Wing (Part II)»  | Вотерс        | Вотерс        | 1:23          |
| 23:13         |                               |               |               |               |

## Позиції в чартах
| Чарт                    | Найвища позиція | джерело         |
| ----------------------- | --------------- | --------------- |
| UK Albums Chart         | 2               | [ 27 ] [ nb 1 ] |
| US Billboard 200        | 3               | [ 27 ] [ nb 2 ] |
| Austrian album chart    | 2               | [ 28 ]          |
| French album chart      | 171             | [ 28 ]          |
| Swedish album chart     | 3               | [ 28 ]          |
| Norwegian album chart   | 2               | [ 28 ]          |
| New Zealand album chart | 1               | [ 28 ]          |

## Учасники запису
| Pink Floyd - Девід Гілмор — гітари, бас-гітара, вокал, Талкбокс, синтезатор і вокал в першому куплеті «Dogs» - Нік Мейсон — ударні - Роджер Вотерс — бас-гітара, вокал, акустична гітара і ритм-гітара - Річард Райт — орган Хаммонда, електричне фортепіано Вурлітцера, Родес-піано, клавінет Hohner, фортепіано, синтезатори, бек-вокал | Технічний персонал - Pink Floyd - Brian Humphries — engineering - James Guthrie — remastering producer - Roger Waters — sleeve design - Storm Thorgerson — sleeve design (organiser) - Aubrey Powell — sleeve design (organiser), photography - Нік Мейсон — графіка - Peter Christopherson — фотографія - Говард Бартроп — фотографія - Nic Такер — фотографія - Боб Елліс — фотографія - Rob Brimson — фотографія - Colin Jones — фотографія - E.R.G. Amsterdam — дизайн надувної свині - Doug Sax — ремастерінг - Snowy White — соло-гітара в «Pigs on the Wing» (тільки у версії 8-трекового картриджа) |